# 2023 HA36
2023 HA36 est un objet transneptunien faisant partie des cubewanos, il a été découvert en 2023 et est encore très mal connu, son arc d'observation étant de moins d'un an. 

## Caractéristiques
2023 HA36 a un diamètre estimé à 229 km.